# Heterosexism
Heterosexismul este presupunerea că toate persoanele din jurul nostru sunt heterosexuale până la proba contrarie. Astfel se impune în mod tacit ideea că heterosexualitatea este singura orientare sexuală, acest lucru având ca rezultat etichetarea oamenilor în termeni heteronormativi, ignorând posibilitatea ca ei să aibă o orientare sexuală diferită.
Această atitudine obligă constant persoanele LGBT să își afirme și re-afirme orientarea sexuală, într-un fel în care heterosexualii nu sunt niciodată obligați să o facă; se găsesc într-un proces de coming-out constant ce îi obligă să își scoată în evidență această latură a personalității mai mult decât și-ar dori-o.
Această formă de discriminare este puțin conștientizată de persoanele heterosexuale.